# Карлтонський університет
Карлтонський університет (англ. Carleton University) — вищий навчальний заклад, розташований у місті Оттава, Канада. Географічно перебував на території округу Карлтон, об'єднаного з Оттавою у 1960-х роках, від назви якого й отримав своє ім'я.
Навчальний заклад був заснований 1942 року як невеликий коледж, отримавши статус університету 1957. Виш має більший ухил до природничо-наукової, технічної та ком'ютерної освіти. 2018 року увійшов до двадцятки найкращих вишів Канади.

## Структура
До складу університету входять:
- Факультет мистецтв і суспільних наук;
- Школа бізнесу;
- Факультет інженерії та дизайну;
- Школа міжнародних відносин;
- Факультет громадських відносин;
- Факультет точних наук.